# Euphydryas phaeton
Euphydryas phaeton là một loài bướm sinh sống ở Bắc Mỹ trong họ Nymphalidae.
Đây là côn trùng biểu tượng của tiểu bang Maryland từ năm 1973. Bất chấp tình trạng loài là côn trùng biểu tượng của bang Maryland, số lượng loài này ở Maryland đã phải đối mặt với sự suy giảm đáng kể và hiện được Sở Tài nguyên Thiên nhiên Maryland liệt kê vào danh sách động vật "quý hiếm, bị đe dọa và có nguy cơ tuyệt chủng".